# Бенковський (Кирджалійська область)
Бенко́вський (болг. Бенковски) — село в Кирджалійській області Болгарії. Входить до складу общини Кирково.

## Населення
За даними перепису населення 2011 року у селі проживала 2121 особа.
Національний склад населення села:
| Національність   | Кількість осіб | Відсоток |
| ---------------- | -------------- | -------- |
| болгари          | 513            | 51,9%    |
| турки            | 423            | 42,8%    |
| цигани           | 8              | 0,8%     |
| інша             | 19             | 1,9%     |
| не визначились   | 25             | 2,5%     |
| Всього відповіли | 988            |          |

Розподіл населення за віком у 2011 році:
Динаміка населення: